# Jogo bonito

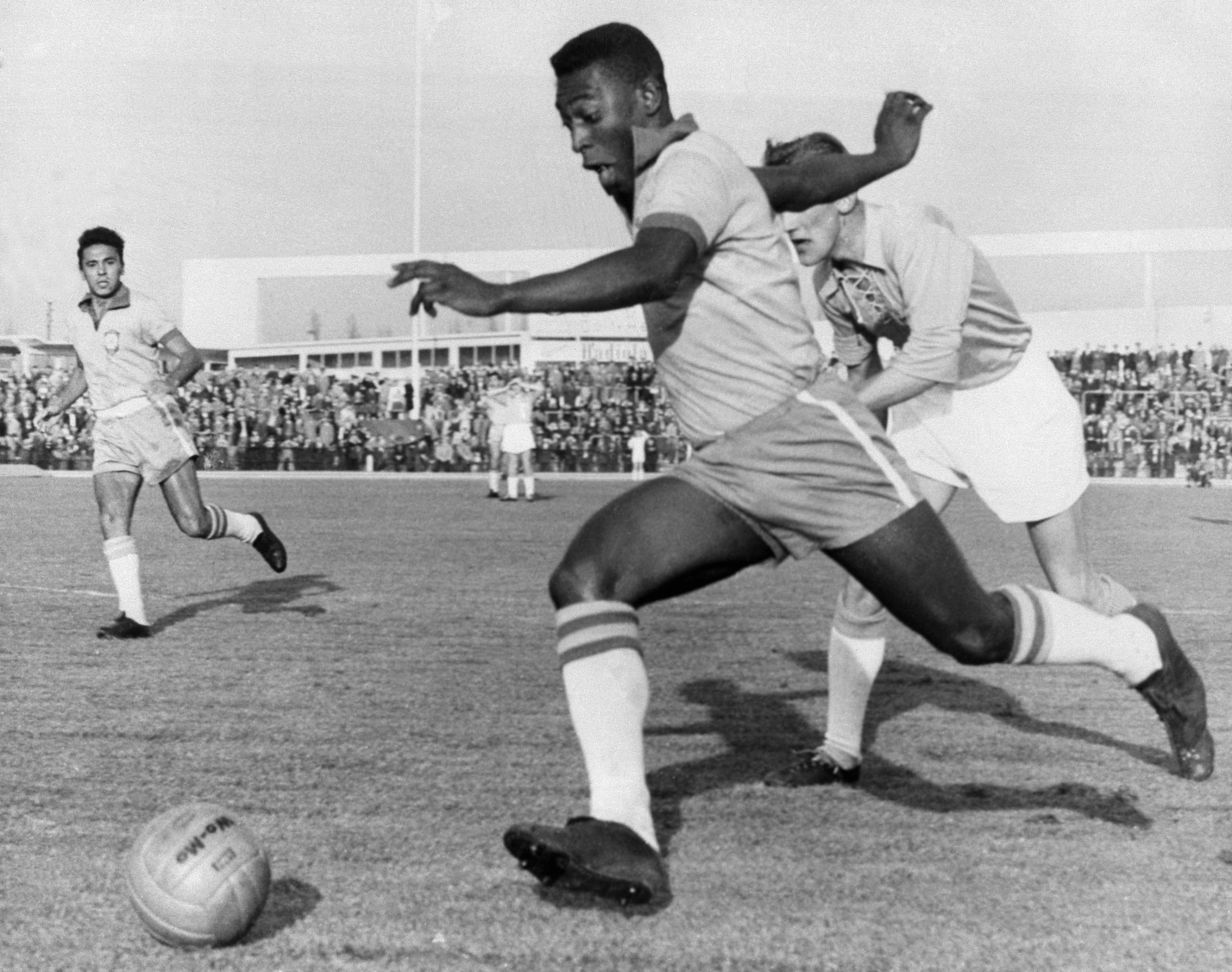
Pelé, uno de los máximos exponentes del jogo bonito, con la selección de durante un encuentro amistoso en 1960 en el Malmö Stadion de Suecia.

Jogo bonito (en portugués: 'juego bonito', pronunciado /ˈʒɔgu boˈnitu/) es una denominación que se utiliza para referirse al fútbol a modo general, pero también como una forma o estilo de juego particular dentro de este deporte.
El término se hizo popular en los medios y la publicidad, popularizado por el futbolista brasileño Pelé en 1977, el fundador de este estilo en 1956 y que presentó globalmente durante la Copa Mundial de 1958 realizada en Suecia, caracterizado por una gran habilidad individual basada en el ritmo del samba —la «danza nacional de Brasil»— y que se convirtió en la «esencia del fútbol brasileño».

## Etimología
Se disputan los orígenes exactos del término. El origen del término «jogo bonito» se atribuyó al futbolista brasileño Waldyr Pereira «Didi»; no obstante, se señala que el presentador Stuart Hall utilizó su equivalente inglés the beautiful game en 1958. Hall admiró las habilidades de Peter Doherty cuando fue a ver jugar al Manchester City en Maine Road y usó el término inglés para describir el estilo de juego de Doherty. Incluso, se señala que autor inglés y fanático del fútbol HE Bates usó el término the beautiful game anteriormente, incluso en un artículo de periódico de 1952 que ensalzaba las virtudes del juego, titulado Brains in the Feet.
Escritores anteriores usaron este equivalente inglés en 1848 para describir el juego de baaga'adowe, un precursor del lacrosse jugado por Ojíbuas en los Vauxhall Gardens de Londres, como así también se usó para describir al tenis, en 1890.

## Usos del término

### Para describir al fútbol
- Al futbolista brasileño Pelé se le atribuye la frase sinónimo de fútbol.[1] En 1977, llamó a su autobiografía My Life and the Beautiful Game. La dedicatoria del libro dice: «Dedico este libro a todas las personas que hicieron que este juego fuera bonito».[11] La frase en varios idiomas se utiliza como descripción para el fútbol.[12]

- Se utiliza como título para la serie de 13 episodios del 2002 que traza la historia de este deporte: Football History: The Beautiful Game, narrada por el actor Terence Stamp.[13]

- La canción «Wavin' Flag», el himno promocional de Coca-Cola del rapero K'naan para la Copa del Mundo 2010, contenía la letra «Regocijémonos en el juego bonito».[14]

- En enero de 2014, New Model Army lanzó una canción llamada «The Beautiful Game, en apoyo al proyecto Spirit of Football».[15] Se lanzó un podcast de fútbol con el título «The Beautiful Game».[16]

### Uso comercial

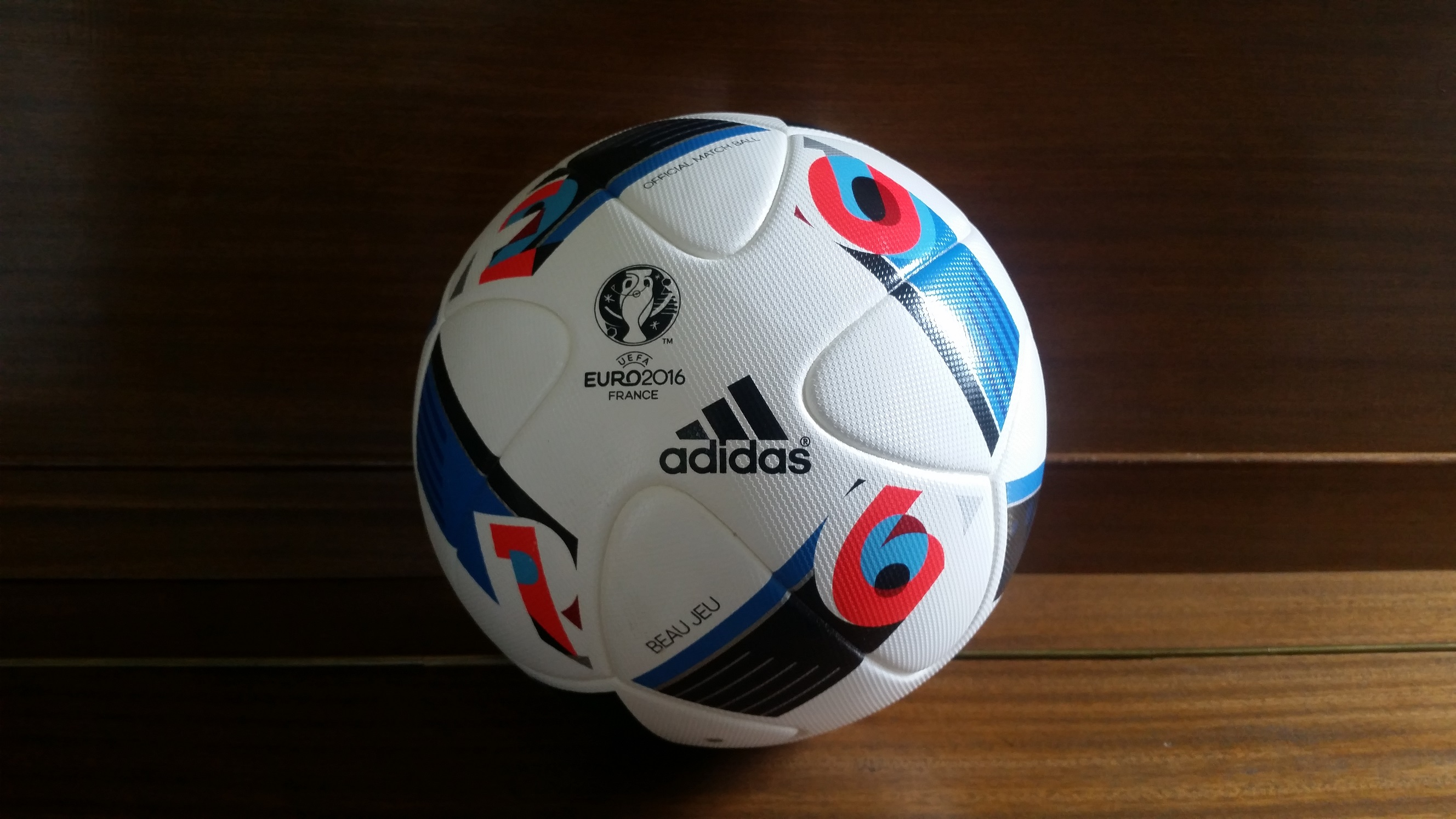
Adidas Beau Jeu, francés para juego bonito.

La empresa de ropa deportiva Nike se refiere al juego bonito en sus comerciales de fútbol. En 1996, un comercial de Nike titulado «El bien contra el mal» era un juego de gladiadores ambientado en un anfiteatro romano donde diez jugadores de fútbol de todo el mundo, incluidos Éric Cantona, Ronaldo, Paolo Maldini, Luís Figo, Patrick Kluivert y Jorge Campos, defiende «el juego bonito» contra un equipo de guerreros demoníacos, que culmina con Cantona recibiendo el balón de Ronaldo, tirando de su cuello de la camisa y entregando la línea final, «Au Revoir», antes de patear el balón y destruir el mal.
Nike también utiliza la expresión portuguesa joga bonito como uno de sus eslóganes para productos de fútbol. Nike comenzó a usar el eslogan joga bonito en una campaña que precedió a la Copa Mundial de la FIFA 2006 en un intento por reducir el comportamiento explosivo de los jugadores en el campo. En colaboración con el exjugador de fútbol Éric Cantona (quien una vez pateó a un fascista presente en la audiencia), Nike lanzó una serie de anuncios para promover un juego que es más hábil y digno, no plagado de teatralidad y falta de deportividad.
Por su parte, la empresa de ropa deportiva Adidas nombró al balón oficial de la UEFA Euro 2016 Adidas Beau Jeu, que se traduce como jogo bonito en portugués.

### Como estilo de fútbol
El uso del término como estilo de fútbol hace referencia a un sistema donde confluyen valores como la deportividad sana y el transmitir alegría a través del fútbol, una dinámica futbolística inspirada en el baile, en el cual se busca un refinamiento de lo técnico basado en la creatividad, destreza y talento de los futbolistas, y en primar el espectáculo a través del arte y el ingenio aplicados al fútbol, desmarcándose de un fútbol en extremo estructurado y pragmático. Gilberto Freyre, investigador brasileño, dijo por ejemplo: «Nuestro estilo de futbol parece contrastar con el europeo. Nuestros pases, nuestros trucos, están relacionados con el baile, con la capoeira y eso es lo que marca el estilo brasileño de fútbol, que dulcifica el juego que inventaron los ingleses».
El estilo destacó especialmente entre las décadas de 1950 y 1970 junto a la selección de Brasil, que en dicho período ganó tres copas mundiales. Entre los jugadores que han destacado en el uso del jogo bonito, ya sea colectivamente o individualmente, se encuentran: Garrincha, Didí, Vavá, Gérson, Rivelino, Tostão, Jairzinho, Pelé, Falcão, Toninho Cerezo, Zico, Sócrates, Ronaldo, Rivaldo, Ronaldinho, y Neymar. 